# Endrosa obliterata
Endrosa obliterata är en fjärilsart som beskrevs av Dannatt 1929. Endrosa obliterata ingår i släktet Endrosa och familjen björnspinnare. Inga underarter finns listade i Catalogue of Life.